# まるたけ
まるたけは、株式会社丸武の運営するスーパーマーケットチェーン。CGCグループ、アインツ協同組合加盟。店舗は全て埼玉県内に展開している。

## 店舗
- 騎西店 （埼玉県加須市）
- 平方店 （埼玉県上尾市）

### 閉店した店舗
- 松葉町店 （埼玉県東松山市）
- 桶川店 （埼玉県桶川市）
- 伊草店 （埼玉県比企郡川島町）
- 高坂店 （埼玉県東松山市）
- クローバーシティ与野店 （さいたま市中央区）
- 南羽生店 （埼玉県羽生市）
- プラスワン （埼玉県入間郡毛呂山町）
- 伊奈店 （埼玉県北足立郡伊奈町）
- 鴻巣店 （埼玉県鴻巣市）
- 川越店 (埼玉県川越市)
- 坂戸店 （埼玉県坂戸市）

## 関連会社
- 株式会社グリーンステーション